# Postapalota (Újpest)
Az újpesti Postapalota egy Budapest IV. kerületi hivatali épület, amiben jelenleg a „Budapest Újpest 1 posta” működik.

## Története
A postaszolgáltatás fejlődésével az 1910-es években merült fel az akkor még (1950-ig) külön település Újpesten egy nagyobb postaépület gondolata. 1919-ben Sándy Gyula (a későbbi Budai Postapalota építésze) elkészítette első tervét a postára, majd később egy másodikat is. Végül 1927-es harmadik terve alapján indultak meg a kivitelezési munkálatok, és már 1928. december 18-án át is adták az Újpesti Postapalotát. Sándy részben neogótikus (várszerű elemek, így a magas tető, zárt erkélyek), részben felvidéki pártázatos neoreneszánsz stílusban (homlokzat tetejére állított díszes párták, az ablakok környékének sgraffito technikájú virágdíszítése) készítette el alkotását. Egyesek szecessziós hatásokat is felfedezni vélnek a 71 dolgozó számára 39 helyiséggel elkészült épületen.
1929-ben telefonközpont is beköltözött az épületbe. A második világháború alatt német katonák részben felrobbantották, így súlyos sérüléseket szenvedett, de a háború után bizonyos mértékig helyre lett állítva az épület.
Napjainkban is eredeti funkciójában működik „Budapest Újpest 1 posta” néven, külső része azonban erősen lepusztult állapotban van. Lőrinc utcai bejáratát befalazták, a földszinti és emeleti ablakok közötti falmezők, sgraffitók már nem léteznek, és elpusztult az attikafalról a „Magyar Királyi Posta” felirat és az angyalos címer is.

## Képtár

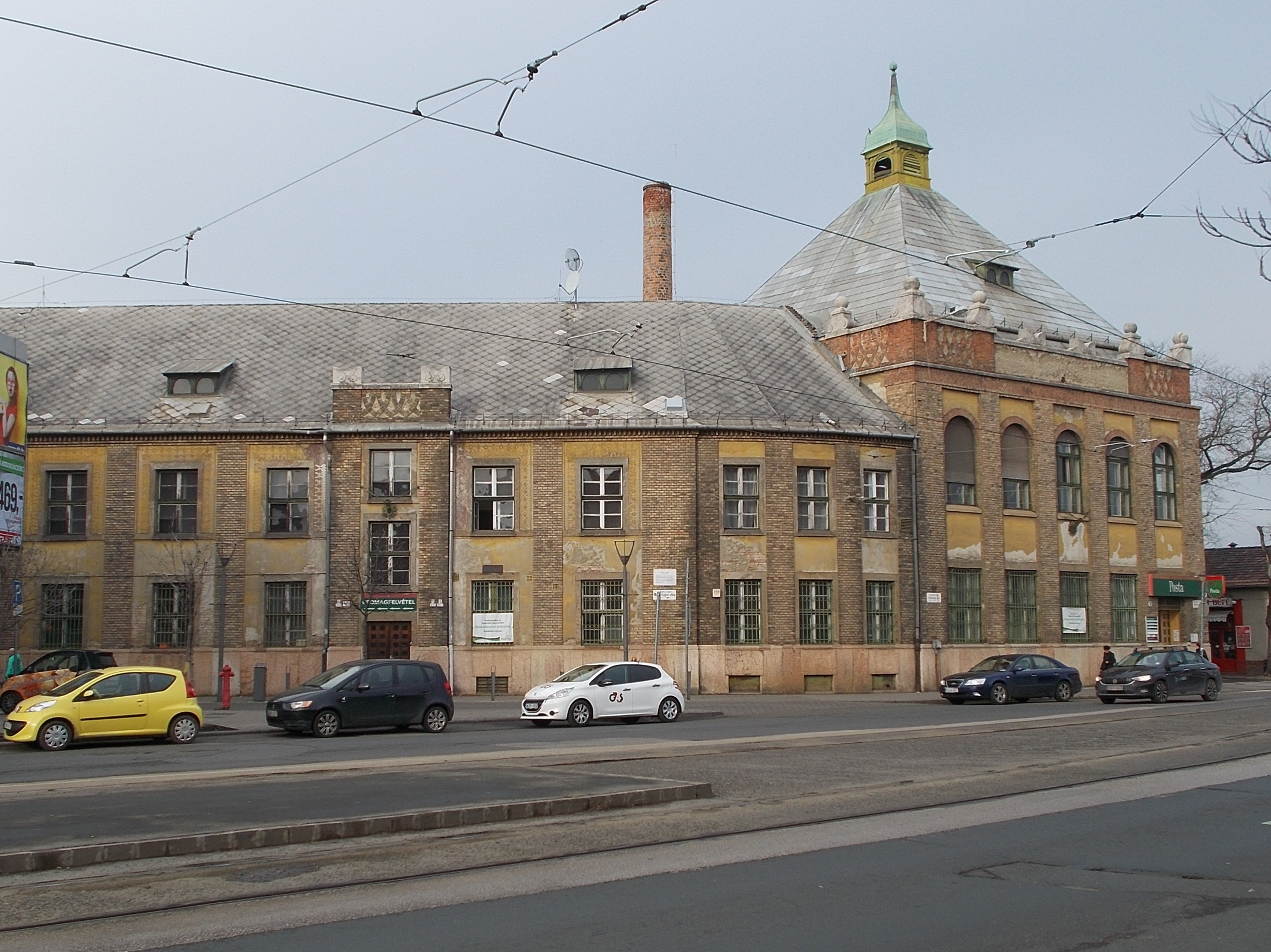
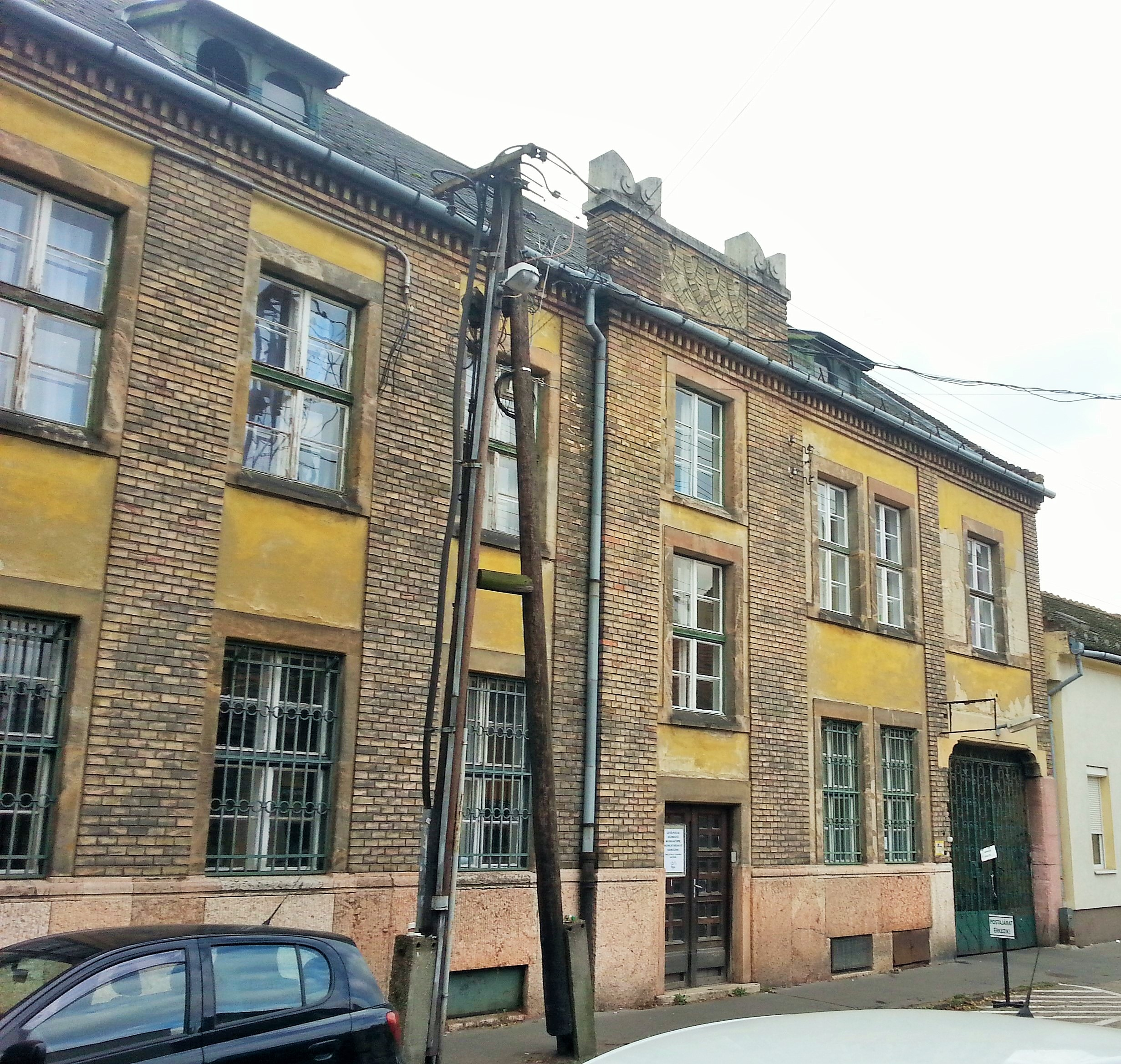
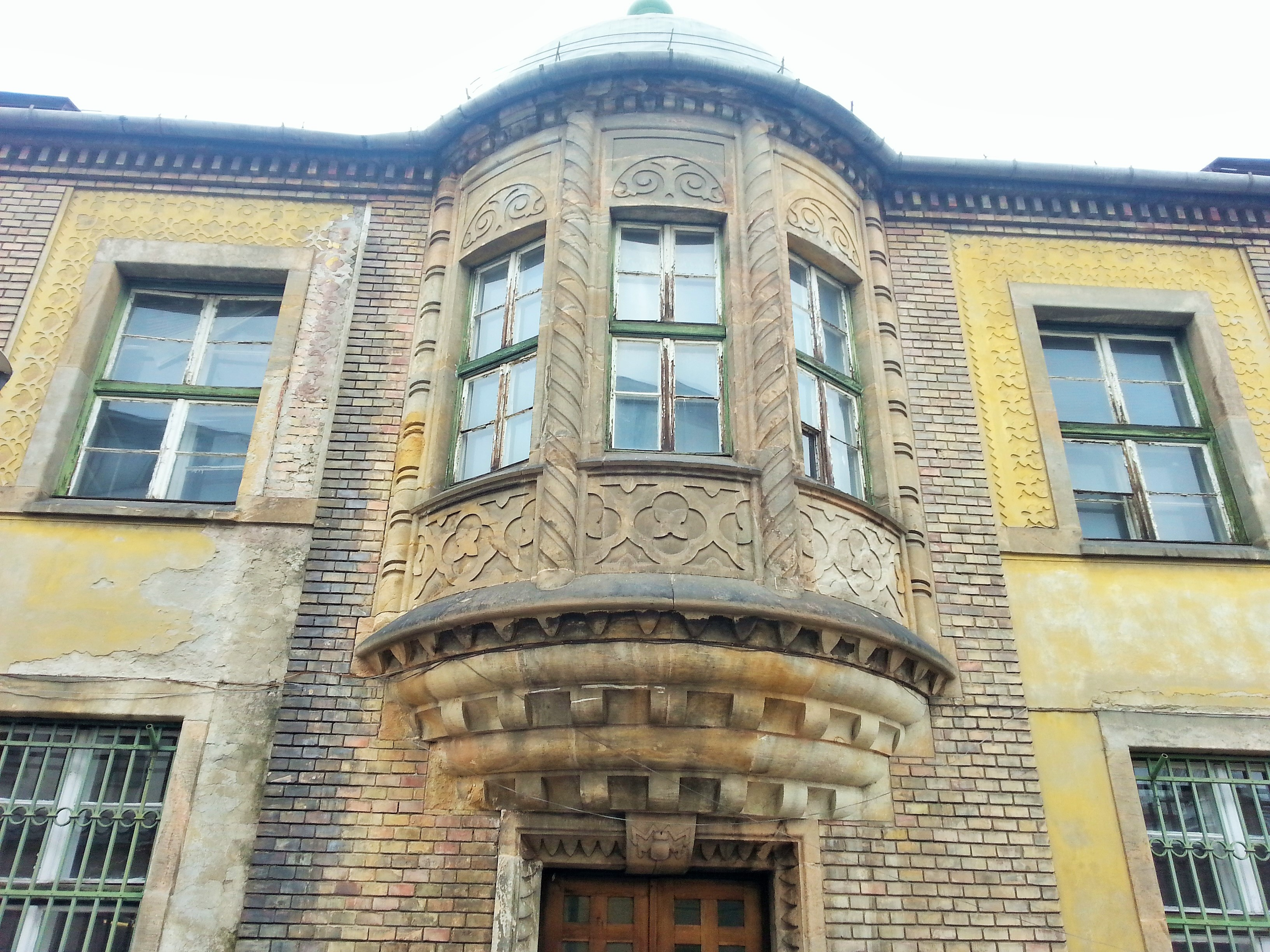
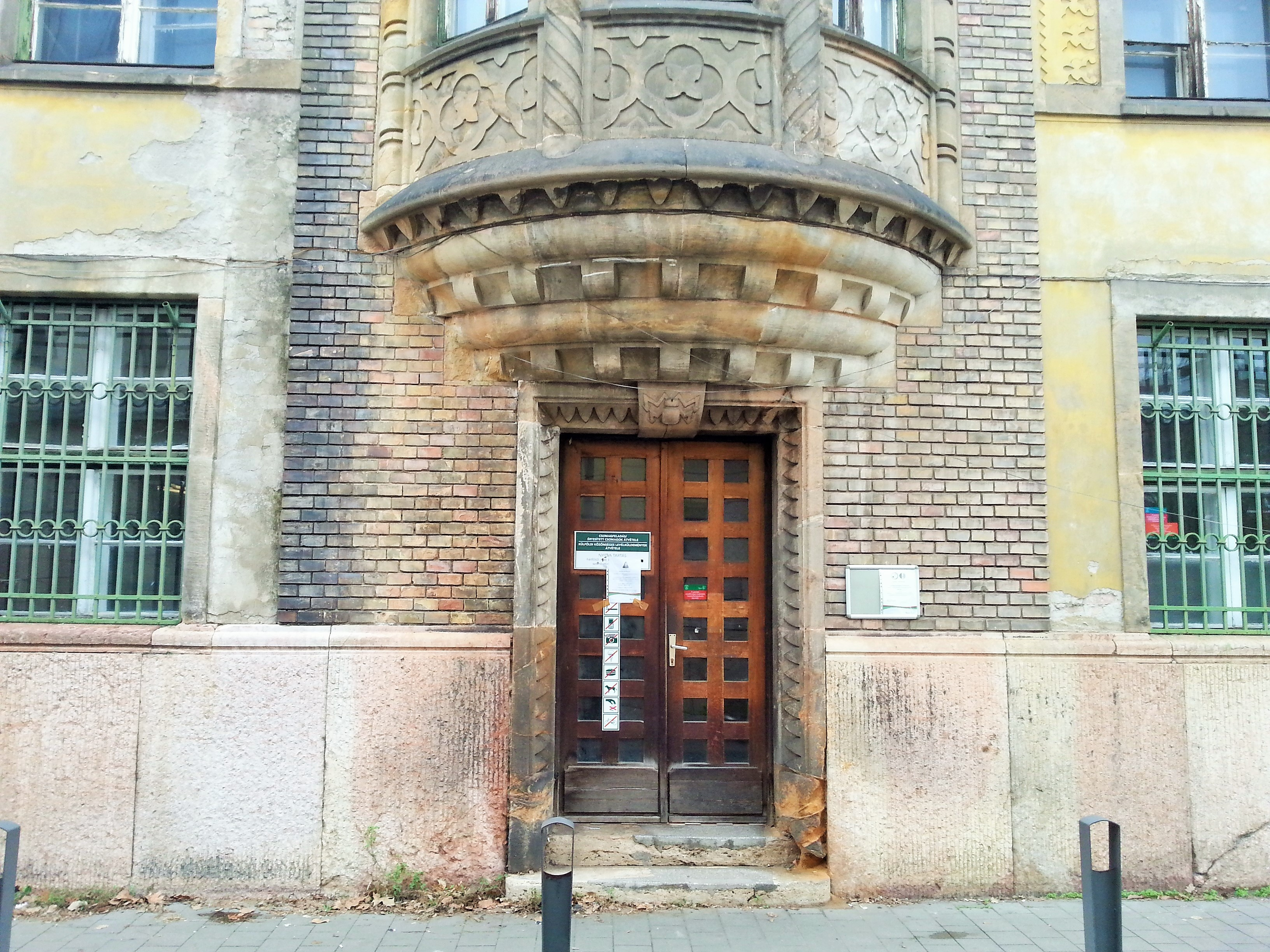
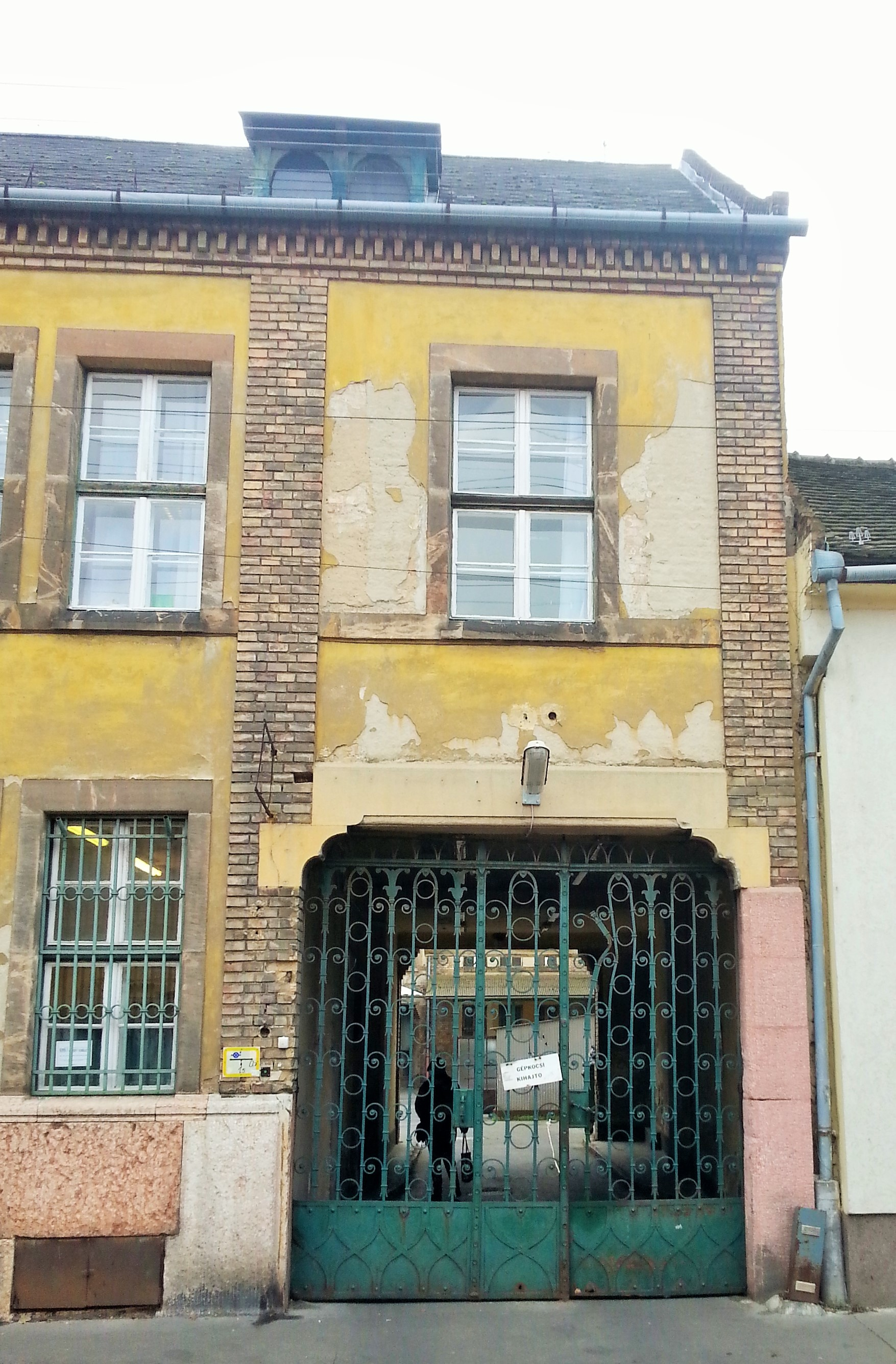
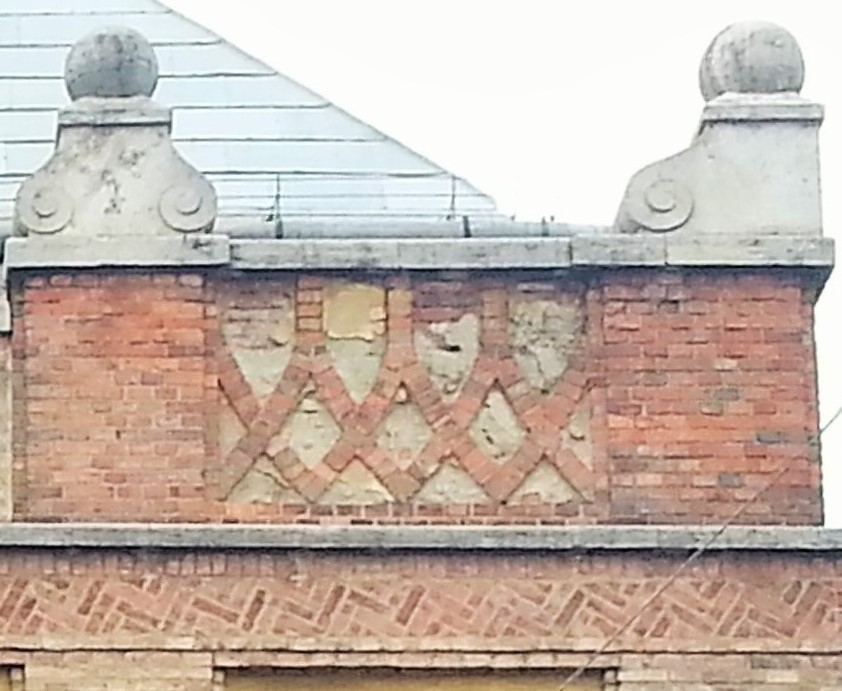

## Egyéb irodalom
- Dr. Ugró Gyula: Ujpest 1831–1930., Budapest, 1932. 228. o. (Magyar Városok Monografiája-sorozat, XI.)
- Vajda Endre: A Posta története, Közlekedési Dokumentációs Vállalat, Budapest, 1967
- Bodó Péter: Sándy Gyula, Holnap Kiadó, Budapest, 2022, ISBN 9789633493625 (Az Építészet Mesterei-sorozat)
- (szerk.) Bakos János – Kiss Antalné – Kovács Gergelyné: Postaépítészet Magyarországon, Távközlési Könyvkiadó, Budapest, 1992, ISBN 963-7588-07-8

## Egyéb külső hivatkozások
- Korabeli képeslap